# بوبي باترسون
بوبي باترسون (بالإنجليزية: Bobby Patterson)‏ هو منتج أسطوانات وكاتب أغاني ومغني أمريكي، ولد في 13 مارس 1944.

## وصلات خارجية
- بوبي باترسون على موقع ميوزك برينز (الإنجليزية)
- بوبي باترسون على موقع أول ميوزيك (الإنجليزية)
- بوبي باترسون على موقع ديسكوغز (الإنجليزية)